# Im Zeichen der Lilie
Im Zeichen der Lilie (Originaltitel Le Miracle des loups) ist ein französisch-italienischer Abenteuer-Historienfilm aus dem Jahr 1961. Er handelt vom Paladin Robert de Neuville, der im 15. Jahrhundert unter dem französischen König Ludwig XI. dient. Dieser möchte Frieden mit seinem Cousin Karl der Kühne schließen. Nicht nur dessen Intrigen, sondern auch Roberts Schwärmerei für Ludwigs Patenkind Jeanne de Beauvais, die Karl für sich haben möchte, gefährden das Vorhaben des Königs.
Der Film ist eine Adaption des Romans Le Miracle des loups von Henry Dupuy-Mazuel aus dem Jahr 1924. Der Titel bezieht sich auf eine Schlüsselszene, in der Jeanne von Wölfen angegriffen wird. Die Fehde zwischen Ludwig XI. und Karl dem Kühnen ist dabei im Gegensatz zur Romanze zwischen Robert und Jeanne real. Die Dreharbeiten fanden in mehreren französischen Gemeinden statt, wobei den Produzenten unter anderem im Bezug auf die Requisiten Authentizität wichtig war, was gelegentlich zu Problemen am Set führte.
Die Produktion wurde am 6. September 1961 in den französischen Kinos veröffentlicht. In Deutschland kam sie am 12. Januar 1962 in die Kinos, wurde 1987 als Teil einer Retrospektive ins Programm der Berlinale aufgenommen und am 6. Dezember 1998 erstmals im Fernsehen ausgestrahlt.

## Handlung
Im Dijon des 15. Jahrhunderts veranstaltet der Burgunder Herzog Karl der Kühne ein Ritterturnier. Dieses findet zu Ehren seines Cousins, des französischen Königs Ludwig XI. statt, dessen Thron Karl gerne übernehmen würde. Zudem möchte er Ludwigs Patenkind, die Gräfin Jeanne de Beauvais, heiraten. Nachdem zunächst Karls Ritter bei Duellen siegreich sind, betritt Ludwigs bester Paladin Robert de Neuville das Feld und kann seine Gegner mühelos besiegen. Karl will Jeanne beeindrucken, weswegen er persönlich gegen Robert antritt. Nachdem Robert von seinem Pferd fällt und so eine Niederlage erleidet, wird er in einem Zelt verarztet. Dort besucht ihn Jeanne, die in ihn verliebt ist, was wiederum Karl verärgert. Zudem stellt sich heraus, dass Roberts Sattel vor dem Kampf heimlich vom Grafen Jean de Sénac manipuliert wurde. Als Jeanne dahinterkommt, weigert sie sich abends auf Karls Siegesfeier, mit diesem zu tanzen, und verlässt per Erlaubnis ihres Onkels, des Grafen von Hesselin, vorzeitig das Fest. Am nächsten Tag kehrt Ludwig nach Paris zurück und schenkt Karl vorher als Friedensangebot von Jeanne aufgezogene Tauben.
Karl plant trotz der Abmachung weiterhin, sowohl Ludwig abzusetzen als auch Jeanne zu heiraten. Er weiht de Sénac in sein Vorhaben ein, Hauptmann von Ludwigs Leibgarde, der dort von Karl eingeschleust wurde. Einige Tage später befindet sich Ludwig auf dem Schloss des Grafen von Hesselin in Clermont-en-Beauvaisis, um an einer traditionellen Jagd teilzunehmen. Jeanne bittet Ludwig, sie Robert heiraten zu lassen, dieser lehnt ab. Er hält zwar viel von Robert als treuem Ritter, allerdings glaubt er, dass dieser nach einer Heirat mit Jeanne nicht geeignet wäre, den Frieden mit Burgund aufrechtzuerhalten.
Kurz darauf lässt Karl Jeanne entführen und macht mit de Sénacs Hilfe Robert dafür verantwortlich. Ludwig ist von Roberts vermeintlichem Verrat schwer getroffen und erklärt ihn öffentlich zum Schwerverbrecher. Danach wird Robert von Karls Gefolgsleuten in einen Hinterhalt gelockt, angegriffen und von einer Brücke in einen Fluss geworfen. Er hat jedoch, was Karl nicht weiß, schwer verletzt überlebt und wird von Jeannes Zofe Catherine du Tillais gesund gepflegt. Unterdessen erpresst Karl Jeanne, die in Mailly-le-Château gefangen gehalten wird. Er droht ihr, die Schwester des britischen Königs Eduard IV. zu ehelichen, falls sie ihn nicht heiraten wolle, dem er anschließend helfen würde, Frankreich zu erobern. Jeanne gelingt es schließlich, Catherine ihren Aufenthaltsort mitzuteilen. Robert macht sich sofort auf den Weg und rekrutiert spontan Bauern, die von Karl ausgeplündert wurden, abends erreichen sie dessen Schloss.
Robert gibt sich als maskierter, stummer Ringer aus und erhält so Einlass ins Schloss. Vorher weist er die Bauern an, sich als Diener zu verkleiden und Karls Leibgarde auszuschalten. Robert schafft es, Jeanne über seinen Plan zu informieren, weswegen sie Karl ermutigt, den Ringer zum Kampf heraus zu fordern. Nachdem Robert Karl besiegt, flüchtet er mit Jeanne und seinen Leuten. Am nächsten Abend kommen Robert und Jeanne im Schloss vom Grafen an, der ihnen die neusten Entwicklungen schildert. Er wurde von Ludwig aufgefordert, sich nach Lüttich zu begeben. Der Graf soll den dortigen Bewohnern, die sich gegen ihren Vasall Karl auflehnen wollen, eine Nachricht Ludwigs überbringen, in der er sie auffordert, dies zu unterlassen. Ludwig hofft so auf Vorteile bei einer Verhandlung mit Karl um die Herrschaft über die Picardie in Péronne.
Am nächsten Tag reisen d'Hesselin und Jeanne nach Lüttich, Robert nach Péronne. In letzterem Ort werden Ludwig und de Sénac von Karl empfangen, der überzeugt ist, dass Jeanne auf Ludwigs Befehl hin befreit wurde. Ludwig unterrichtet Karl von seiner Aktion in Lüttich und bietet Karl als eine Art Friedenspfand alle Städte an der Somme an. Kurz darauf kommt ein falscher Bote an und verkündet einen Aufstand in Lüttich. Deswegen schickt Ludwig de Sénac los, um den Grafen einzuholen. Robert wiederum verfolgt daraufhin seinerseits de Sénac, von dessen Verrat er weiß. In Lüttich ermordet de Sénac den Grafen, der die königliche Nachricht aber an Jeanne weitergeben hat. Sie flüchtet in den Wald, wo de Sénac von Wölfen angegriffen wird. Er geht, da er Jeanne für verloren hält, die jedoch zur Jungfrau Maria betet, worauf sich die Tiere zahm verhalten und sie sogar vor der Kälte schützen, bis Robert sie findet.
In Peronne überreicht de Sénac Ludwig ein gefälschtes Schreiben, in dem die Bewohner von Lüttich zum Aufstand gegen Karl aufgerufen werden. Obwohl der König die Intrige durchschaut, bringt Karl ihn wegen Hochverrats vor ein Kirchengericht. Für Ludwig sieht es zunächst schlecht aus, als Robert und Jeanne ankommen. Nachdem letztere dem Gericht das echte Schreiben überreicht, behauptet de Sénac, dass sie vom Teufel besessen sei, da sie die Wölfe im Wald mit Hexenkraft kontrolliert habe. Deswegen fordert Robert Karl zum Schwertkampf auf, dessen von Gott gewollter Ausgang über das Urteil entscheiden solle. Statt Karl tritt de Sénac an, den Robert schließlich besiegt und tötet. Deswegen werden Ludwig und Jeanne freigesprochen, worauf Karl als Herzog zurücktritt und Robert bei Ludwig um Jeannes Hand anhält.

## Produktion
Im Zeichen der Lilie basiert auf dem 1924 erschienenen Roman Le Miracle des loups von Henry Dupuy-Mazuel. In diesem geht es um den realen Machtkampf zwischen dem französischen König Ludwig XI. und seinem Cousin Karl der Kühne, letzter Herzog von Burgund. Die Figuren Robert de Neuville und Jeanne de Beauvais sind dabei frei erfunden. Der französische Originaltitel bezieht sich auf die Szene, in der Jeanne nach einem Gebet von Wölfen im Wald nicht angegriffen wird, die sich ungewöhnlich zahm verhalten.
Als Drehorte dienten unter anderem die Gemeinden Carcassonne, La Roque-Sainte-Marguerite, Meyrueis und Vitré sowie für die Brückenszene der Ortseingang von Rieux-en-Val. Besagte Brücke war dabei keine Requisite, sondern ein seit dem 12. Jahrhundert bestehendes Bauwerk der Gemeinde. Der Dreh einiger Szenen wurde durch den Wunsch der Produzenten nach Realismus erschwert. So benutzte der Hauptdarsteller Jean Marais in der letzten Kampfsequenz einen breiten Gladius, da der vorherige, dünnere Degen zerbrach. Aufgrund des hohen Gewichts musste der Schauspieler das Schwert mit beiden Händen halten. Für die Szene, in der Jeanne scheinbar von Wölfen angegriffen wird, ließ das Produktionsteam echte Tiere aus einem Nationalpark im Zentralmassiv bringen. Allerdings flüchteten die Wölfe, nachdem sie losgelassen wurden, sofort in den Wald, wobei sie nur schwer wieder eingefangen werden konnten. Als Ersatz wurden schließlich deutsche Schäferhunde verwendet.
Die Szene, in der die Hauptfigur Robert de Neuville von einer sieben Meter hohen Brücke in einen Fluss geworfen wird, sollte zunächst weder mit Marais noch mit einem Stuntman, sondern ohne Marais’ Wissen mit einer Schaufensterpuppe gedreht werden. Der Grund hierfür war ein Unfall am Vorabend des Drehs, während dem ein Stuntman in die Tiefe stürzte und einen Riss im Trommelfell erlitt. Am Drehtag traf Marais ungeplant vorm Regisseur André Hunebelle am Set ein und verlangte, als er die Attrappe sah, die Szene sofort zu drehen. Weil sich die Filmcrew nicht traute, ihm zu widersprechen, wurde die Sequenz kurz darauf ohne Zwischenfälle gefilmt. Als Hunebelle hiervon erfuhr, konfrontierte er Marais verärgert, der lediglich antwortete, dass die Szene mit der Attrappe nicht echt ausgesehen hätte. Für andere Sequenzen wurde Marais vom Bergsteiger Pierre Kohlmann gedoubelt, der einige Stuntmen, unter anderem Pierre Mazeaud, anwies, die in der Jonte-Schlucht in der Nähe des Lozères drehten.

## Veröffentlichung
Der Film kam am 6. September 1961 in die französischen Kinos und wurde dort von knapp vier Millionen Zuschauern gesehen. In der Bundesrepublik Deutschland wurde die Produktion am 12. Januar 1962 erstmals im Kino und später auch als DVD veröffentlicht. Am 6. Dezember 1998 folgte die deutsche Fernsehpremiere auf MDR, bis 2018 liefen sporadische Wiederholungen auf demselben Sender sowie auf BR und Arte. 1987 war Im Zeichen der Lilie Teil der Berlinale-Sektion Retrospektive.

## Rezeption
In der Internet Movie Database erreichte der Film eine Bewertung von 6,1 von zehn Sternen basierend auf 386 abgegebenen Stimmen.
Jean de Baroncelli schrieb in der Le Monde, dass der Film wie bei Hunebelle üblich eine ansteckende Freundlichkeit enthalte. Er widme sich dem Thema nicht mit Finesse, sondern halte die Geschichte um das Wunder der Gräfin und den Ritter ohne Furcht und Tadel für absolut wahr. Dies komme einer folkloristischen Naivität gleich, die durchaus Charme habe und zur Handlung passe. Marais spiele wieder großartig mit einer verblüffenden Leichtigkeit, während Barrault und Hanin perfekte Bösewichte seien. Der Spiegel befand, dass die Produktion anspruchslos sei und ohne ironische Distanz gedreht wurde. Die Dialoge seien gestelzt, Marais in seiner Rolle verwittert. Allerdings erweise sich Barrault erneut als beeindruckender Schauspieler. Die Cinema beschrieb den Film als farbenprächtiges historisches Abenteuerepos, der Filmdienst als schauprächtige, routiniert inszenierte Rittergeschichte.

## Synchronisation
Die Synchronisation des Films wurde bei der Rank Film Synchronproduktion unter der Dialogregie von Edgar Flatau erstellt.
| Rolle                  | Darsteller                | Synchronsprecher  |
| ---------------------- | ------------------------- | ----------------- |
| Robert de Neuville     | Jean Marais               | Paul Klinger      |
| Jeanne de Beauvais     | Rosanna Schiaffino        | Dagmar Altrichter |
| Ludwig XI.             | Jean-Louis Barrault       | Wolfgang Engels   |
| Karl der Kühne         | Roger Hanin               | Werner Lieven     |
| Jean de Sénac          | Guy Delorme               | Michael Chevalier |
| Catherine du Tillais   | Annie Anderson            | Ilse Kiewiet      |
| Graf d'Hesselin        | Louis Arbessier           | Eduard Wandrey    |
| Erzbischof             | Jean Marchat              | Klaus W. Krause   |
| Sire de Gauray         | Georges Lycan             | Heinz Palm        |
| Leibarzt               | Paul Bonifas              | Kurt Mühlhardt    |
| Lambert                | Raphaël Albert-Lambert    | Siegmar Schneider |
| Maître Gislain         | Pierre-Jacques Moncorbier | Erich Kestin      |
| Dienstmagd von Burgund | Laurence Lignières        | Gudrun Genest     |
| Bote                   | Jacques Seiler            | Heinz Petruo      |
| Roberts Knappe         | François Charer           | Wolfgang Draeger  |
| Hofnarr                | Paul Préboist             | Helmuth Grube     |
| Bauer                  | Yvan Chiffre              | Wolfgang Draeger  |
| Erzähler (Stimme)      | Hubert Noël               | Heinz Petruo      |